# Алекс Гоннольд
Алекс Дж. Го́ннольд (англ. Alexander J. Honnold; 17 серпня 1985, Сакраменто, штат Каліфорнія, США) — американський скелелаз, який прославився своїми одиночними сходженнями на Великі стіни. Він побив декілька рекордів швидкісних підйомів, найбільш відомий з яких — фрі-соло Потрійної корони Йосеміт (англ. Yosemite Triple crown) за 18 годин 50 хвилин (скелелазні маршрути Південною стіною на вершину Воткінс (англ. Mount Watkins), Free Rider) на скелю Ель-Капітан і «Regular Northwest Face» на Хаф-Доум). Йому і Томмі Колдуеллу належить рекорд проходження маршруту «Ніс» (англ. The Nose) на Ель-Капітан (6 червня 2018 року — 1:58:07 — на більше, ніж 20 хвилин швидше попереднього досягнення, встановленого 21 жовтня 2017 року Бредом Гобрайтом та Джимом Рейнольдсом — 2:19:44).
Лауреат премії Роберта та Міріам Андерхілл (англ. Robert and Miriam Underhill Award), що вручається Американським альпклубом за видатні досягнення в альпінізмі (2018).

## Життєпис
Гоннольд народився в м. Сакраменто, штат Каліфорнія (США), де, власне, і почав лазити по скелях у віці приблизно 10 років. Він закінчив школу з відзнакою і вступив до Каліфорнійського університету в Берклі, спеціальність — інженер. Але в 19 років покинув навчання і відтоді весь свій час присвячує скелелазінню. Алекс для своїх маршрутів обирає найскладніші і найнебезпечніші об'єкти. Парк Йосеміті — його улюблений район завдяки великим вертикальним стінам та сприятливій погоді. Гоннольда надихають такі знаменитості, як Пітер Крофт (Peter Croft), Джон Бакар (John Bachar) і Томмі Колдвелл (Tommy Caldwell). Об'єктом його найбільшої уваги і професійної пристрасті є скеля Ель Капітан в національному парку Йосеміті, висота якої сладає майже 1000 метрів.
У 2010 році Гоннольд отримав «Золотий скальний гачок» («Golden Piton») за досягнення у скелелазінні.
У 2021 році National Geographic підписав контракт з Гоннольдом на оригінальний документальний серіал про його сходження на вершини Гренландії. Також у 2021 році Гоннольд створив подкаст про скелелазіння.

## Приватне життя
Гоннольд живе у доволі скромних побутових умовах. Більшість вільного часу він проводить у своєму фургоні і витрачає на свої потреби менше 1000 доларів на місяць, які дозволяють йому слідкувати за погодою та весь час займатися улюбленою справою. Останнім часом він багато подорожує та створив власний благодійний фонд.